# Каньон Актогай
Актогай (кирг. Ак-Тогой, Aq-Toǵoi) — каньон в Казахстане.
Природа северо-восточной части Заилийского Алатау, бассейна среднего и нижнего течения р. Шарын уникальна. Своеобразны не только ландшафты в целом, неповторимы их отдельные компоненты, прежде всего рельеф — основа формирования окружающих ландшафтов. Они имеют не только научное, но и эстетическое значение, являются памятниками природы. По ним идет представление процессов формирования внешнего облика данной территории, местных природных условий.
Первые научные сведения о строении долины р. Шарын даны в работах П. П. Семенова-Тян-Шанского: «Три речки Мерке, текущие через плоскогорье при своем слиянии в Шарын, прорыли себе столь глубокие русла, что долины этих речек врезались в главные плоскогорья на глубину до 200 м. Соединенные речки прорвали скрытый под наносами на дне долины Шарына каменный кряж. Он образует в глубоком ущелье, при впадении речек Мерке в Шарын, прекрасные и живописные пороги и шумное течение, известное под именем Актогой, то есть Белого потока, от того, что вся вода Шарына превращается здесь в серебристую пену и водяную пыль».
Шарын принимает множество притоков с северного склона хребтов Терскей и Кунгей Алатау и став полноводной рекой, прорезает восточные части Жаланашской впадины и гор Торайгыр грандиозным каньоном.
В Жаланашской долине, каньон приобретает трапециевидную форму. В этом месте каньон называется Актогай (Белый поток).
Находится памятник на территории Енбекшиказахского района Алматинской области на востоке от Алматы. От города Алматы до поселка Чилик расстояние по Кульджинскому тракту 120 километров. Практически на всем этом протяжении поездка проходит среди чередующихся, один за другим поселков, вытянувшихся одной сплошной улицей до Чилика.
После поселка Чилик минуем мост на реке Чилик и первая короткая остановка в поселке Байсеит, на главной улице которого расположен большой овощной базар. Дальнейший путь лежит через небольшой хребет Согеты, по узкому ущелью Кокпек, протяжённостью 11 километров. Хребет Согеты отделяет долину реки Или от большого широтного хребта Заилийский Алатау. Постепенно ущелье Кокпек расширяется и переходит в Сюгатинскую долину, которая с севера ограждена хребтом Согеты, с юга хребтом Торуайгыр. Сюгатинская долина вытянулась с запада на восток и крайней северной границей долины является река Или, южной — река Шарын.

## Охрана
Каньон входит в территорию Шарынского национального парка, образованного в 2004 году. Охрана объекта возложена на администрацию Шарынского ГНПП. Помимо всего памятник имеет благоприятную акустическую среду (тишина, мелодичные звуки в природе). Рекомендуемые периоды посещений: апрель — июнь; август — октябрь. Осмотр каньона эффектен в дневное время суток.